# Golpe de Estado na França em 1851

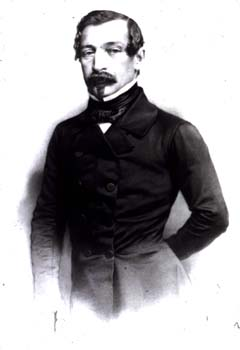
Louis-Napoléon Bonaparte,
Presidente da Segunda República Francesa em 1851

O Golpe de Estado na França em 2 de Dezembro de 1851, engendrado por Luís Napoleão Bonaparte (na época Presidente da Segunda República Francesa), terminou com a dissolução da Assembleia Nacional Francesa e o  estabelecimento do Segundo Império Francês no ano seguinte. Luís Napoleão, sobrinho de Napoleão Bonaparte, tornou-se assim, da mesma forma que seu tio, imperador da França com o nome de Napoleão III. O episódio é analisado em O 18 de Brumário de Luís Bonaparte, de Karl Marx, que se refere ao golpe de Luís Napoleão como uma "parodia do império", em analogia com o golpe do 18 Brumário, protagonizado por seu tio. 
Como presidente, Luís Napoleão estabeleceu o sufrágio universal masculino (anteriormente abolido pela Assembleia). Suas decisões e a extensão do seu mandato por 10 anos foram popularmente aprovados por referendo.
Luís Napoleão Bonaparte pretendia permanecer no poder apesar da rejeição da emenda constitucional. Assim,  dissolveu a Assembleia Nacional e se tornou ditador, um ano antes da proclamação do Império — o qual que deixaria de existir durante a guerra franco-prussiana, quando Luís Napoleão (ou Napoleão III) acabou sendo capturado na Batalha de Sedan, em 1.º de dezembro de 1870.